# 파주 분기점
파주 분기점(Paju Junction, 파주JC)은 경기도 파주시 월롱면 위전리에 설치될 예정인 평택파주고속도로와 수도권제2순환고속도로가 만나는 분기점이다. 기본 설계 당시에는 월롱 분기점이라는 명칭을 사용했다. 2027년 12월에 개통될 예정이다.

## 연혁
- 2019년 5월 20일 : 2026년까지 분기점 신설을 위해 파주시 도시계획시설 교통광장에 월롱면 위전리 일원을 파주 분기점으로 고시[1]

## 구조물 정보
평택파주고속도로와 수도권제2순환고속도로가 X자 형태로 교차하기 때문에 변형된 형태의 클로버스택형 입체 교차로로 되어 있다. 인근에 설치된 월롱 나들목과 연계된다.
- 위치 : 경기도 파주시 월롱면 위전리

## 접속하는 노선

### 평택・파주방면
- 평택파주고속도로

### 김포・양주방면
- 수도권제2순환고속도로